# マタス・ブゼリス
マタス・アルヴィダス・ブゼリス（Matas Arvidas Buzelis, 2004年10月13日 - ）は、アメリカ合衆国イリノイ州シカゴ出身のプロバスケットボール選手。NBAのシカゴ・ブルズに所属している。ポジションはスモールフォワードまたはパワーフォワード。

## 経歴

### 生い立ち
イリノイ州シカゴで生まれ育つ。両親はシカゴに移住する前はリトアニアのプロバスケットボール選手としてプレーしていた。

### ハイスクール
1年時をヒンズデール中央高等学校でプレーした。COVID-19のパンデミックの影響で高校の日程が延期となったことにより、2年時にブリュースターアカデミーに転校した。そこで1試合平均11.4得点、5.9リバウンド、2.1アシスト、1.3ブロック、1.2スティールを記録し、ニューハンプシャー・ゲータレードプレイヤー・オブ・ザ・イヤーに選出された。また、チーム・ワールドの一員としてナイキ・フープサミットにも選出された。高校最終年にサンライズ・クリスチャンアカデミーに転校し、マクドナルド・オール・アメリカンに選出された。

### リクルート
高校卒業後は大学へは進学せず、NBAGリーグ・イグナイトでプレーすることを選んだ。ケンタッキー大学、デューク大学、ノースカロライナ大学、フロリダ州立大学、USC、ウェイクフォレスト大学のいずれかへの進学も検討していたとみられている。

### NBAGリーグ・イグナイト
2023年3月31日にNBAGリーグ・イグナイトとの契約に合意した。

### シカゴ・ブルズ
2024年6月26日に行われたNBAドラフトにて1巡目全体11位でシカゴ・ブルズから指名され、7月2日にブルズとのルーキー契約に合意した。
2024-25シーズン、10月23日のニューオーリンズ・ペリカンズ戦でNBAデビューを果たし、2リバウンド、1アシストを記録したが、チームは111-123で敗れた。2025年2月4日のマイアミ・ヒート戦でキャリアハイとなる24得点（FG成功率100%）を記録し、チームは133-124で勝利した。同月15日に行われたNBAスラムダンクコンテストに出場した。なお、ブルズの選手がダンクコンテストに出場したのは、2007年のタイラス・トーマス以来約18年ぶりであった。

## 個人成績

### NBA

#### レギュラーシーズン
| シーズン | チーム | GP | GS | MPG  | FG%  | 3P%  | FT%  | RPG | APG | SPG | BPG | PPG |
| -------- | ------ | -- | -- | ---- | ---- | ---- | ---- | --- | --- | --- | --- | --- |
| 2024–25  | CHI    | 80 | 31 | 18.9 | .454 | .361 | .815 | 3.5 | 1.0 | .4  | .9  | 8.6 |
| 通算     | 通算   | 80 | 31 | 18.9 | .454 | .361 | .815 | 3.5 | 1.0 | .4  | .9  | 8.6 |

### NBAGリーグ
| シーズン | チーム     | GP | GS | MPG  | FG%  | 3P%  | FT%  | RPG | APG | SPG | BPG | PPG  |
| -------- | ---------- | -- | -- | ---- | ---- | ---- | ---- | --- | --- | --- | --- | ---- |
| 2023–24  | イグナイト | 26 | 26 | 32.0 | .448 | .273 | .679 | 6.9 | 2.0 | .8  | 2.1 | 14.3 |

## 人物
姉のソフィアはファーマン大学でラクロスをプレーしている。